# Robustus (bier)
Robustus was een Belgisch bier van hoge gisting.
Het bier werd tot 2015 gebrouwen in Brouwerij Gulden Spoor te Gullegem.
Het is een amberkleurig bier met een alcoholpercentage van 10%. Dit bier wordt eenmaal per jaar gebrouwen en rijpt dan zes maanden in een lagertank.